# Apriona buruensis
Apriona buruensis är en skalbaggsart som beskrevs av Conrad Ritsema 1898. Apriona buruensis ingår i släktet Apriona och familjen långhorningar. Inga underarter finns listade i Catalogue of Life.